# Amigny

Amigny este o comună în departamentul Manche, Franța. În 1 ianuarie 2022 avea o populație de 153 de locuitori.